# Římskokatolická farnost Kněždub
Římskokatolická farnost Kněždub je územní společenství římských katolíků s farním kostelem Jana Křtitele v děkanátu Veselí nad Moravou.

## Historie farnosti
V Kněždubu stál farní kostel zřejmě již ve 13. století, první písemná zmínka o něm však pochází z roku 1475. Během třicetileté války byl Kněždub přičleněn ke strážnické farnosti svatého Martina. Samostatná farnost v obci vznikla v roce 1858. 

## Duchovní správci
Prvním lokálním kaplanem, trvale usazeným v obci, byl v polovině osmnáctého století Josef Kaiser. V samostatné farnosti se stal prvním farářem P. František Plšek. V letech 1893 až 1946 působili ve farnosti rovněž kooperátoři. Od roku 2009 do července 2016 zde byl farářem R. D. Mgr. Miroslav Bambuch. Toho následně vystřídal jako farář R. D. Mgr. Jan Bronisław Turko.

## Bohoslužby
| Kostel        | Místo          | Bohoslužba (den)             | Hodina                              | Poznámka        |
| ------------- | -------------- | ---------------------------- | ----------------------------------- | --------------- |
| Jana Křtitele | Kněždub        | neděle pondělí čtvrtek pátek | 10.30 17.00 (zima)/18.00 (léto)     | farní kostel    |
| svaté Anny    | Tvarožná Lhota | neděle středa sobota         | 8.30 17.00 (zima)/18.00 (léto) 8.00 | filiální kostel |

## Aktivity ve farnosti
Ve farnosti se pravidelně koná farní ples a tříkrálová sbírka. Při ní se v roce 2017 vybralo v Kněždubu 36 000 korun a ve Tvarožné Lhotě 27 109 korun.